# Zwanenberg Food Group
Zwanenberg Food Group B.V. (ZFG), voorheen Vleeswarenfabriek Th.S. van der Laan, is een in Almelo gevestigd familiebedrijf dat in 1929 te 's-Gravenhage is opgericht.
Zwanenberg legt zich toe op de productie van vleesconserven, worst en snacks, vleesvervangers en soepen en sauzen. Het bedrijf beschikt over acht productielocaties, waarvan vier in Nederland, twee in het Verenigd Koninkrijk en twee in de Verenigde Staten. Het bedrijf exporteert naar meer dan honderd landen wereldwijd. In 2023 had Zwanenberg Food Group circa 1800 medewerkers in dienst. De behaalde omzet bedroeg circa 600 miljoen euro.
Merken van de groep zijn onder andere Lupack, Zwan, Zwanenberg, Kips, Chicken Tonight en Huls. Ook worden vleeswaren en conserven onder private label geproduceerd.

## Geschiedenis
In 1929 begon Th.S. van der Laan een vleeswarenfabriek in 's-Gravenhage. In de jaren na de Tweede Wereldoorlog exporteerde dit bedrijf vleesconserven naar tientallen landen. In 1981 werd 'Lupack' te Raalte overgenomen. Het hoofdkantoor werd in 1983 van Leidschendam naar Almelo verplaatst, daar werd de conservenfabriek van het failliete 'Buijvoets' overgenomen. Een deel van het Buijvoets-personeel kon aan het werk blijven bij de nieuwe eigenaar en ongeveer 20 mensen kwamen over uit Leidschendam, meest leidinggevenden en kantoorpersoneel.
In 1989 werden de drogeworstactiviteiten van 'De Leeuw' uit Borne ingelijfd. In 1996 volgde de overname van de Zwanenbergfabrieken te Oss, die voordien in handen van Unilever waren. Ook werd toen de licentie voor het merk 'Linera' verkregen. In 1996 verkreeg de onderneming de merken 'Zwanenberg' en 'Zwan'. Het bedrijf ging 'Zwanenberg Food Group' heten.
In 1998 werd drogeworstfabriek 'Huls' overgenomen, en vervolgens 'Hooymans' (tong- en leverproducten), 'Offerman', 'Kraak' (gesneden vleeswaren) en 'Cebeco Meat Products' (gekookte vleeswaren).
In 2017 nam de groep van Unilever de vlees- en soepfabriek in Oss over. In de fabriek worden naast Unox worsten ook producten van de merken Bertolli en Knorr gemaakt. Alle merken en recepten blijven eigendom van Unilever dat ook de marketing en verkoop blijft doen. Zwanenberg verplaatst ook productie naar Oss, waardoor de werkgelegenheid bij de fabriek met 20% zal toenemen. Hetzelfde jaar verkocht Zwanenberg zijn bedrijfsonderdeel voorverpakte vleeswaren aan de Belgische branchegenoot Ter Beke Fresh Food Group. Fabrieken in Aalsmeer, Borculo en Zoetermeer, met 265 voltijdsbanen en een jaaromzet van ruim 130 miljoen euro vielen onder die transactie.
In 2019 nam Zwanenberg het merk Chicken Tonight over van Unilever. Het bedrijf maakte dit product al sinds 2017 voor de levensmiddelenmultinational. 
In november 2019 gaf de Autoriteit Consument en Markt (ACM) toestemming om soep- en sauzenproducent Struik in Voorthuizen over te nemen. De overname werd medio april 2020 afgerond. Struik was in handen van de familie Van Drie. Die had de soepfabriek in 2016 overgenomen van de familie Struik die het bedrijf begin jaren vijftig van de twintigste eeuw begon. In maart 2023 maakte de groep bekend dat de vestiging in Voorthuizen begin 2023 zou worden gesloten; de productie ging naar Oss.
In 2024 werd bekend dat Zwanenberg de merken Unox en Zwan van Unilever wilde overnemen. Unilever behoudt wel de noedels en Cup-a-Soup van Unox. In juni 2025 werd bekend dat de deal eventueel kon klappen vanwege de overname een te groot marktaandeel zou geven aan Zwanenberg.

## Verenigde Staten
In 2005 besloot de directie in de Verenigde Staten te gaan produceren. In Cincinnati werd een vleesconservenfabriek gebouwd. In 2007 werden de Amerikaanse conservenactiviteiten van 'Tyson' overgenomen gevolgd door Zwanenberg-dochter  'Vietti Foods' in Nashville (Tennessee) in 2011.